# Liste der Biografien/Kelt
Liste der Biografien |
Portal Biografien |
Personensuche
# |
A |
B |
C |
D |
E |
F |
G |
H |
I |
J |
K |
L |
M |
N |
O |
P |
Q |
R |
S |
T |
U |
V |
W |
X |
Y |
Z |
?
 
Ka |
Kb |
Kc |
Kd |
Ke |
Kf |
Kg |
Kh |
Ki |
Kj |
Kl |
Km |
Kn |
Ko |
Kp |
Kr |
Ks |
Kt |
Ku |
Kv |
Kw |
Ky |
Kx |
Kz
 
Kea |
Keb |
Kec |
Ked |
Kee |
Kef |
Keg |
Keh |
Kei |
Kej |
Kek |
Kel |
Kem |
Ken |
Keo |
Kep |
Ker |
Kes |
Ket |
Keu |
Kev |
Kew |
Kex |
Key |
Kez
 
Kela |
Kelb |
Kelc |
Keld |
Kele |
Kelh |
Keli |
Kelk |
Kell |
Kelm |
Keln |
Kelo |
Kelp |
Kels |
Kelt |
Kelz
Die Liste der Biografien führt alle Personen auf, die in der deutschsprachigen Wikipedia einen Artikel haben. Dieses ist eine Teilliste mit 27 Einträgen von Personen, deren Namen mit den Buchstaben „Kelt“ beginnt.

## Kelt
- Kelt, Douglas A. (* 1959), US-amerikanischer Mammaloge

### Kelta
- Keltaeva, Saira (* 1961), Usbekische Künstlerin

### Kelte
- Keltek (* 1985), niederländischer Hardstyle-DJ und Musikproduzent
- Keltek, Tayfun (* 1947), deutscher Politiker (SPD)
- Kelter, Edmund (1867–1942), deutscher Pädagoge und Historiker
- Kelter, Ernst (1900–1991), deutscher Wirtschaftsgeograph, Wirtschaftshistoriker, Volkswirt, Kommunalpolitiker während der Zeit des Nationalsozialismus und Hochschullehrer
- Kelter, Hubert (1909–1999), deutscher Wirtschaftswissenschaftler, Syndikus der Handelskammer, Leiter der Commerzbibliothek und Autor
- Kelter, Jochen (* 1946), deutsch-schweizerischer Schriftsteller und Übersetzer
- Kelter, Theodor (1907–1982), deutscher Architekt
- Kelterborn, Gustav (1841–1908), Schweizer Architekt
- Kelterborn, Julius (1857–1915), Schweizer Architekt
- Kelterborn, Louis (1891–1933), Schweizer Komponist, Dirigent und Organist
- Kelterborn, Ludwig Adam (1811–1878), Schweizer Genremaler und Karikaturist
- Kelterborn, Rudolf (1931–2021), Schweizer Komponist und Dirigent
- Keltermann, Christian (* 1977), deutscher Comedian und Kabarettist

### Kelti
- Kelting, Peter-Jakob (* 1959), deutscher Dramaturg

### Keltn
- Keltner, Dacher (* 1962), US-amerikanischer Psychologe
- Keltner, Jim (* 1942), US-amerikanischer Schlagzeuger und PerkussionistJim Keltner (* 1942)

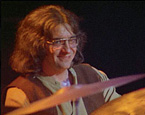
Jim Keltner (* 1942)

### Kelto
- Kelton, Elmer (1926–2009), US-amerikanischer Journalist und Schriftsteller
- Kelton, Kate (* 1978), kanadische Schauspielerin und Model
- Kelton, Stephanie (* 1969), US-amerikanische Wirtschaftswissenschaftlerin und Hochschullehrerin
- Keltošová, Oľga (* 1943), slowakische Publizistin, Politikerin und Diplomatin

### Kelts
- Keltsch, Adolf (1897–1975), deutscher Jurist und Präsident des Bayerischen Obersten Landesgerichts
- Keltsch, Victor von (1813–1884), ostpreußischer Rittergutsbesitzer und Parlamentarier
- Keltschewskaja, Jelena (* 1955), sowjetische Sprinterin

### Keltz
- Keltz, Jonathan (* 1988), US-amerikanischer Filmschauspieler
- Keltz, Michael A., US-amerikanischer Offizier, Generalmajor der US Air Force